# Octave (桜エビ〜ずのアルバム)
『octave』は、桜エビ〜ず（現 ukka）が2019年8月21日にリリースした2ndアルバム。第8回アイドル楽曲大賞2019「アルバム部門」第1位を獲得した。

## 概要
桜エビ〜ずが2019年8月21日にリリースした2ndアルバム。前作『sakuraebis』から約1年半ぶりのアルバムリリースとなる。2019年11月16日にグループ名を「ukka」に改名したため、桜エビ〜ず時代では最後のアルバムとなった。
初回生産限定盤には、通常盤に加えて「撮り下ろしスペシャル・フォトブック」(46P)が付属する。品番は、通常版がSDMC-1054、初回生産限定盤がSDMC-1055。
収録曲は、2018年6月から開始した12ヶ月連続リリースの全楽曲9曲に、新曲「ねぇ、ローファー。」「それは月曜日の9時のように」「さいしょのさいしょ」「せつないや」を追加した全13曲。
第8回アイドル楽曲大賞2019「アルバム部門」で第1位を獲得した。また、同大賞の「インディーズ/地方アイドル楽曲部門」で、楽曲『それは月曜日の9時のように』が第1位、『キラキラ』が第2位を獲得するなど、収録曲のうち6曲が11位以内にランクインしている。「推し箱部門」でもukka（元 桜エビ〜ず）が第1位を獲得した。
浅見北斗（Have a Nice Day!）、ONIGAWARA、sasakure.UK、ヤマモトショウなどのアーティストから楽曲提供を受けている。
アルバムのアートディレクションは鳴尾仁希。
2019年8月21日 『octave』発売リリイベ「桜スプラッシュ！」にて会場限定販売開始。その後、ライブ・イベント会場等で販売し、現在も通販(MAILIVUS STARDUST STORE)で販売中。実店舗ではタワーレコード(全国17店舗)や、HMV(全国7店舗)でも販売されている。同年9月11日より音楽配信サービスでの配信を開始。
「前はアイドル的な歌詞の曲が多かったのに対し、配信リリースした曲は全体的に等身大の女の子を描いた歌詞が多くて。メンバー間で年齢差はあるものの、みんな表現しやすくなったと思います。」（水春）
プロインタビュアーの吉田豪は「2019年にいい曲を最も大量に生みだしたのは桜エビ〜ず（現ukka）じゃないかと思います。毎月リリースされた配信曲をまとめたアルバム『octave』（Have a Nice Day!浅見北斗作の『リンドバーグ』やONIGAWARA作の『それは月曜日の9時のように』など、年間ベスト級の曲を複数収録）も最高だったんです（略）」と語る。

## 収録曲
収録曲は、2018年6月から開始した12ヶ月連続リリースの全楽曲12曲に、新曲『せつないや』を追加した全13曲。
| #   | タイトル                      | 作詞                         | 作曲                         | 編曲                   |
| --- | ----------------------------- | ---------------------------- | ---------------------------- | ---------------------- |
| 1.  | 「帰れない!」                 | ヤマモトショウ               | 太田晴之                     | 高野勲                 |
| 2.  | 「214」                       | sasakure.UK                  | sasakure.UK                  | sasakure.UK            |
| 3.  | 「Magik Melody」              | 杉浦英治                     | 杉浦英治                     | 杉浦英治               |
| 4.  | 「灼熱とアイスクリーム」      | killa                        | ピオーネ                     | ピオーネ               |
| 5.  | 「まわるまわるまわる」        | ヤマモトショウ               | 藤田卓也                     | 杉原亮                 |
| 6.  | 「リンドバーグ」              | 浅見北斗（Have a Nice Day!） | 浅見北斗（Have a Nice Day!） | 高野勲                 |
| 7.  | 「おねがいよ」                | 理姫（アカシック）           | 奥脇達也（アカシック）       | 高野勲                 |
| 8.  | 「グラジェネ」                | 杉浦英治                     | 太田晴之                     | 高野勲                 |
| 9.  | 「ねぇ、ローファー。」        | 鈴木健太朗                   | 鈴木健太朗                   | 高野勲                 |
| 10. | 「それは月曜日の9時のように」 | 竹内サティフォ（ONIGAWARA）  | ONIGAWARA                    | ONIGAWARA              |
| 11. | 「キラキラ」                  | タケダナオキ                 | タケダナオキ                 | Hi-5                   |
| 12. | 「さいしょのさいしょ」        | ヤマモトショウ               | 藤田卓也                     | Dr.Usui（(M)otocompo） |
| 13. | 「せつないや」                | 理姫（アカシック）           | DUFF                         | DUFF / 石岡こうだい    |

### 帰れない!
- 作詞：ヤマモトショウ、作曲：太田晴之、編曲：高野勲。振付はさとみ。
- 2019年1月29日、「O-Crest presents 天真爛漫」にて初披露
- 2019年1月31日、配信開始
- artwork：内山ユニコ
- 4thシングルCD『Winter Sleep』にも収録
- 「まだまだ卒業したくない」という学生の気持ちを歌った青春ダンスナンバー[6]。

### 214
- 作詞・作曲・編曲：sasakure.UK。振付はさとみ。読み方は「ニーイチヨン」。
- 第8回アイドル楽曲大賞2019「インディーズ/地方アイドル楽曲部門」第5位
- 2019年2月24日、3rdシングル『Autumn Moon』発売記念フリーライブ(@新宿マルイメン屋上)にて初披露
- 2019年2月27日、配信開始
- artwork：あけたらしろめ
- 4thシングルCD『Winter Sleep』にも収録
- バレンタインをテーマにしたナンバー。
- 2019年2月14日、YouTubeにてMV公開
- MVは桜エビ～ず初の海外遠征が行われた台湾で撮影され、観光スポットで遊ぶメンバーのオフショット満載の映像[7]に仕上がっている[8]。撮影は森岡千織[9]。
- MVのクレジット、Director&Cinematographer：森岡千織、Production：クラウディ。
- 「この曲はレコーディングで目標にしていた1番の『スキダラケですか？』と2番の『君は“甘くはない”から』というパートをもらえたのでお気に入りです！」（川瀬あやめ）[1]
- 音楽評論家の宗像明将は「個人的2019年アイドル・ポップス ベスト10」の6位にこの曲を挙げ「圧倒的なポップネスを聴かせる。台湾で撮影された、森岡千織の監督による映像も、メンバーの表情の切り取り方が素晴らしい。」と称した[10]。

### Magik Melody
- 作詞・作曲・編曲：杉浦英治。振付はさとみ。
- 2018年9月29日、フリーライブ@ららぽーと富士見にて初披露
- 2018年9月30日、配信開始
- artwork：ボブa.k.aえんちゃん
- 3rdシングルCD『Autumn Moon』にも収録
- 「マッドチェスター・ミーツ・アイドル？」をコンセプトに制作された楽曲[11]。

### 灼熱とアイスクリーム
- 作詞：killa、作曲・編曲：ピオーネ。振付はさとみ。
- 第7回アイドル楽曲大賞2018「インディーズ/地方アイドル楽曲部門」第7位
- 2018年7月15日、「BEACH IDOL FESTIVAL 2018」(音霊)にて初披露
- 2018年7月25日、配信開始
- artwork：神保賢志
- 2ndシングルCD『Summer Magic』にも収録
- シンプルなバンドサウンドが心地よい、夏の恋を歌ったさわやかなシティポップナンバーに仕上げられている[12]。
- メンバーは「今までの桜エビ～ずになかった新しい曲！」「すっごいキュンキュンする夏らしい歌詞！」とコメントしている。
- MV[13]は夏の思い出をイメージしたシーンで構成され、映像にはスイカ割りをしたり、プールで遊んだりするメンバーの姿が収められている[14]。
- MVのクレジット、Director&Cinematographer：森岡千織、Slow motion Cinematographer：きるけ、Production Manager：川村太輔、奥津佑佳子、Light：陸浦康公、Production：クラウディ。
- 「私は『灼熱とアイスクリーム』で、私が初めて落ちサビのパートをもらったオリジナル曲なんです。今でもライブでは落ちサビが来るたびに『ホントにありがたいな』という気持ちで歌っています（笑）。」（芹澤もあ）[1]
- 『お年頃distance』に参加したkiilaとピオーネによる楽曲。

### まわるまわるまわる
- 作詞：ヤマモトショウ、作曲：藤田卓也、編曲：杉原亮。振付はさとみ。
- 2018年8月20日、「スタプラ東京Vol.2」にて初披露
- 2018年9月5日、配信開始
- artwork：wan_tan
- 2ndシングルCD『Summer Magic』にも収録
- 時空を旅する女の子を主人公にしたSFストーリー仕立ての楽曲に仕上がっている[15]。
- 「この曲はオケが好きなんです。裏打ちのリズムが大好きで、オフボーカルバージョンを1週間くらい毎日聴いていた時期もありました。」（川瀬あやめ）[1]

### リンドバーグ
- 作詞：浅見北斗（Have a Nice Day!）、作曲：浅見北斗、編曲：高野勲。振付は續いくえ。
- 第7回アイドル楽曲大賞2018「インディーズ/地方アイドル楽曲部門」第2位
- 2018年6月17日、13thワンマンライブにて初披露
- 2018年7月11日、配信開始
- artwork：ki_moi
- 2ndシングルCD『Summer Magic』にも収録。
- 飛行士のチャールズ・リンドバーグをモチーフにした、さわやかな楽曲に仕上がっている[16]。
- YouTubeではライブ映像を交えた同曲のミュージックビデオ[17]のほか、2018年11月27日に東京・新宿LOFTで行われたHave a Nice Day!の主催企画「NU VOID」にて両組がコラボしたときの動画[18]も公開されている[19]。これらの動画は森岡千織が撮影[20]。
- MVのクレジット、Director&Cinematographer：森岡千織、Cinematographer：川村太輔、Production Manager : 奥津佑佳子、Production：クラウディ、choreographer：續いくえ。
- コラボ動画のクレジット、Director&Cinematographer：森岡千織、Camera：水島英樹・川村太輔・奥津佑佳子、Recording：前田健介。
- 「この曲を最初に聴いたとき、不思議な印象というか、初めての感覚があって。そのときは定番曲になると思ってなかったんですけど、ライブで披露すると皆さんが一緒に振りを踊ったり、歌ったりしてくれます。あと、個人的には宇宙のような世界観が好きです。」（村星りじゅ）[1]
- 「実は『リンドバーグ』も『灼熱とアイスクリーム』も発表する1年くらい前からあった曲なんです。ずっと採用されてこなかったんですけど、絶対に表に出したほうがいい曲だと考えていて。結果として発表したタイミングがよかったですね。今の桜エビ～ずだからこそ、どちらの楽曲の魅力もしっかり届けられていると思います。」（スタッフ）[1]
- 2020年12月31日放送の「第4回 ももいろ歌合戦」で歌手の松本明子とこの曲を披露する[21]。11月27日には松本明子が歌った動画をツイートしていた[22]。

### おねがいよ
- 作詞：理姫（アカシック）、作曲：奥脇達也（アカシック）、編曲：高野勲。振付は菅尾なぎさ。
- 2018年10月14日、14thワンマンライブ@吉祥寺CLUB SEATAにて歌唱のみ初披露[23]
- 10月27日、「PLAYGROUND MUSIC FESTIVAL」(@稲毛海浜公園野外音楽堂)にて振付け初披露
- 2018年10月26日、配信開始
- artwork：神保賢志
- 3rdシングルCD『Autumn Moon』にも収録
- MVのディレクションは7月の配信曲「灼熱とアイスクリーム」に続いて森岡千織が担当。“夏休み”をテーマにした前作とは打って変わり、秋冬の季節感あふれるポップな映像[24]に仕上がっている[25]。
- MVのクレジット、Director&Cinematographer：森岡千織、Production Manager：川村太輔、奥津佑佳子、Light：白石弘志 (プログレッソ)、Production：クラウディ、Stylist：Okamoto Kentaro、Stylist assistant：Kurihara Aya、Hair&Make up：白井ユリ・横山藍（KIND）。

### グラジェネ
- 作詞：杉浦英治、作曲：太田晴之、編曲：高野勲。振付はさとみ。
- 2018年11月25日、『Summer Magic』リリイベ@ららぽーと柏の葉にて初披露[26]
- 2018年11月28日、配信開始
- artwork：ancco
- 3rdシングルCD『Autumn Moon』にも収録
- 「私が歌っている『まるでブルーベリー』という歌詞があるんですけど、ここはお母さんと一緒に練習したくらい欲しかったパートなんですよ。」（川瀬あやめ）[1]
- 「Bメロの『そうね 七色に 染まるよ』というパートではメンバーが5対1に分かれて歌ってるんですけど、自分が1人のほうを担当すると思ってなくて。『自分で大丈夫かな……どうやって歌おう』とすごく不安だったんですけど、今は堂々と歌える歌い方を見つけることができました。」（桜井美里）[1]

### ねぇ、ローファー。
- 作詞・作曲：鈴木健太朗、編曲：高野勲。振付はさとみ。
- 第8回アイドル楽曲大賞2019「インディーズ/地方アイドル楽曲部門」第7位
- 2019年4月21日、4thシングル『Winter Sleep』リリイベ＆桜井美里生誕「Spring Color」(@新宿マルイメン屋上)にて歌唱のみ初披露
- 4月29日、「GIG TAKAHASHI tour 2019」埼玉公演(@HEAVEN'S ROCK熊谷VJ-1)にて振付け初披露
- 2019年4月26日、配信開始
- artwork：内山ユニコ
- 子供から大人に変わる瞬間の葛藤や、もどかしい片思いを“ローファー”に歌いかける青春ミディアムバラードとして制作された[27]。
- アイドル楽曲大賞アフタートーク座談会では「バラード調の切ない楽曲で、これを自分たちのものとして歌えるのはすごいなと思いますね。」と称された[9]。

### それは月曜日の9時のように
- 作詞：竹内サティフォ（ONIGAWARA）、作曲：ONIGAWARA、編曲：ONIGAWARA。振付はさとみ。略称は「それ9（それきゅう）」。
- 第8回アイドル楽曲大賞2019「インディーズ/地方アイドル楽曲部門」第1位
- 2019年3月30日、「初！東名阪ツアー！～2019年は全国的に桜エビが開花するでしょう～」大阪公演(ESAKA MUSE)にて初披露
- 2019年3月29日、配信開始
- artwork：ki_moi
- 2019年7月に東京・新宿LOFTで行われた桜エビ～ずの主催ツーマンライブ企画にてONIGAWARAとコラボしたときの動画[28]がYouTubeに公開されている[29]。
- 動画のクレジット、Director&Cinematographer：森岡千織、Camera：前原一文、Recording：前田健介。
- フジテレビ系の月9ドラマへのオマージュがたっぷり詰め込まれたシティポップナンバーに仕上がっている[30]。
- アイドル楽曲大賞アフタートーク座談会では「周りのアイドルファンもこの曲をフックアップしてた。」「ほかのファンの票が入ってこないと1位にはならないんですよね。」「アイドルフェスでのアンセムでしたね。これ一発でみんなが沸き立つ。」と称された[9]。
- TBSドラマ「この恋あたためますか」で、主人公の井上樹木（森七菜）とukkaメンバーがアイドルグループ「Cupid」としてこの曲を踊るシーン（第1話）[31]や、井上樹木らがドライブ中にこの曲を歌うシーンなど（第6話）がある。
- Base Ball Bearの小出祐介が、アイドルソングベスト2019 インディーズ編の第1位にこの曲を挙げた[32]。

### キラキラ
- 作詞・作曲：タケダナオキ、編曲：Hi-5。振付は菅尾なぎさ。
- 第8回アイドル楽曲大賞2019「インディーズ/地方アイドル楽曲部門」第2位
- 2018年12月16日、15thワンマンライブ@F.A.D YOKOHAMAにて初披露[33]
- 2018年12月17日、配信開始
- artwork：escocse
- 4thシングルCD『Winter Sleep』にも収録
- MV[34]のクレジット、Director：森岡千織、Cinematographer：水島英樹、Production Manager：川村太輔、橋本優希、矢澤美希、Light：白石弘志 (プログレッソ)、Production：クラウディ、Choreographer：菅尾なぎさ、Stylist：Okamoto Kentaro、Hair&Make up：斉藤弓・薄葉英理（KIND）。
- 「私は『キラキラ』が好きです。歌詞が情熱的だし、『リンドバーグ』と同じくらいライブ映えする曲だと思うんですよ！ お客さんと一緒に踊れる振りがあったり、一緒に歌えるところがあったりして好きです。あと、好きな落ちサビのパートをもらえたので、私的には絶対に外せない曲です！ マストです！」（茜空）[1]
- アイドル専門ライターの岡島紳士は「ファンと一緒にシンガロングする楽曲です。後半につれてより一層盛り上がって行く。（アイドル楽曲大賞）2位になったのはライブに行っているファンの気持ちも乗っかったからかもしれないですね。」と語る[9]。

### さいしょのさいしょ
- 作詞：ヤマモトショウ、作曲：藤田卓也、編曲：Dr.Usui（MOTOCOMPO・(M)otocompo）。振付はさとみ。
- 第8回アイドル楽曲大賞2019「インディーズ/地方アイドル楽曲部門」第11位
- 2019年5月26日、4thシングル『Winter Sleep』リリイベ(@名古屋近鉄パッセ屋上)にて初披露
- 2019年5月31日、配信開始
- artwork：hgm
- スカを取り入れたサウンドと、1年間連続配信を行ってきた桜エビ～ずを主人公にした歌詞が特徴のナンバーに仕上がっている[35]。

### せつないや
- 作詞：理姫（アカシック）、作曲：DUFF、編曲：DUFF・石岡こうだい。振付は菅尾なぎさ。
- 第8回アイドル楽曲大賞2019「インディーズ/地方アイドル楽曲部門」第8位
- 2019年8月21日、2ndアルバム『octave』発売リリースイベント「桜スプラッシュ！」(@としまえん・それいゆ広場)にて初披露
- 「大人になって強くなった女の子が描かれていて。この1年を通して成長した僕たちを恋愛に見立てた歌になっているのですごく好きです。」（水春）[1]

## 12ヶ月連続リリース企画
2018年6月17日に下北沢GARDEN において開催されたワンマンライブで新曲『リンドバーグ』が初披露され、これを皮切りに12ヶ月連続で新曲を発表する予定であることが公表された。
| 番号 | 曲名                      | 初披露         | 配信開始       |
| ---- | ------------------------- | -------------- | -------------- |
| 1    | リンドバーグ              | 2018年6月17日  | 2019年7月11日  |
| 2    | 灼熱とアイスクリーム      | 2018年7月15日  | 2018年7月25日  |
| 3    | まわるまわるまわる        | 2018年8月20日  | 2018年9月5日   |
| 4    | Magik Melody              | 2018年9月29日  | 2018年9月30日  |
| 5    | おねがいよ                | 2018年10月14日 | 2018年10月26日 |
| 6    | グラジェネ                | 2018年11月25日 | 2018年11月28日 |
| 7    | キラキラ                  | 2018年12月16日 | 2018年12月17日 |
| 8    | 帰れない!                 | 2019年1月29日  | 2019年1月31日  |
| 9    | 214                       | 2019年2月24日  | 2019年2月27日  |
| 10   | それは月曜日の9時のように | 2019年3月30日  | 2019年3月29日  |
| 11   | ねぇ、ローファー。        | 2019年4月21日  | 2019年4月26日  |
| 12   | さいしょのさいしょ        | 2019年5月26日  | 2019年5月31日  |

会場＆通販限定Singleとして、一部の楽曲を収録した会場＆通販限定Single『Summer Magic』『Autumn Moon』『Winter Sleep』3枚がリリースされた。

### Summer Magic
2018年10月14日の14thワンマンライブにおいて会場＆通販限定Singleとして販売開始され、現在は販売終了。品番：SDMC-1037。
2018年6月より始動した「12ヶ月連続リリース」企画のうち、6、7、8月に配信した3つの楽曲を収録。各楽曲のInstrumental(未配信)も収録する。
収録曲の3曲は、各曲のInstrumental音源以外、すべて2ndアルバム『octave』に収録されている。
1. リンドバーグ
2. 灼熱とアイスクリーム
3. まわるまわるまわる
4. リンドバーグ(Instrumental)
5. 灼熱とアイスクリーム(Instrumental)
6. まわるまわるまわる(Instrumental)

### Autumn Moon
2018年12月28日に販売開始。会場＆通販限定Singleとして販売され、現在は販売終了。品番：SDMC-1041。
2018年6月より始動した「12ヶ月連続リリース」企画のうち、9、10、11月に配信した3つの楽曲とそれぞれの楽曲のInstrumental(未配信)を収録する。
収録曲の3曲は、各曲のInstrumental以外、すべて2ndアルバム『octave』に収録されている。
1. Magik Melody
2. おねがいよ
3. グラジェネ
4. Magik Melody(Instrumental)
5. おねがいよ(Instrumental)
6. グラジェネ(Instrumental)

### Winter Sleep
2019年3月30日に販売開始。会場＆通販限定Singleとして販売開始され、現在も通販(MAILIVUS STARDUST STORE)で販売中。品番：SDMC-1044。
2018年6月より始動した「12ヶ月連続リリース」企画のうち、12、1、2月に配信した3つの楽曲とそれぞれの楽曲のInstrumental(未配信)を収録する。
収録曲の3曲は、各曲のInstrumental以外、すべて2ndアルバム『octave』に収録されている。
1. キラキラ
2. 帰れない!
3. 214
4. キラキラ(Instrumental)
5. 帰れない!(Instrumental)
6. 214(Instrumental)

## 受賞歴
第7回アイドル楽曲大賞2018
- インディーズ/地方アイドル楽曲部門
  - 第2位『リンドバーグ』
  - 第7位『灼熱とアイスクリーム』

第8回アイドル楽曲大賞2019
- 推し箱部門 第1位「ukka」
- アルバム部門 第1位『octave』
- インディーズ/地方アイドル楽曲部門
  - 第1位『それは月曜日の9時のように』
  - 第2位『キラキラ』
  - 第5位『214』
  - 第7位『ねぇ、ローファー。』
  - 第8位『せつないや』
  - 第11位『さいしょのさいしょ』

## クレジット
桜エビ〜ず are
水春、川瀬あやめ、村星りじゅ、茜空、桜井美里、芹澤もあ
JACKET STAFF
Art Direction & Design : 鳴尾仁希
Photograph : 花房遼
Set & Props : 山家章宏
Styling : okamoto kentaro
Hair & Make : 小嶋克佳（TRON）
Special Thanks : Aquarium Shop EARTH
ALUBM STAFF
Artist Management : 藤井ユーイチ、武内香織、中尾綺夏（STARDUST PROMOTION）
Sound Produce : オーノカズナリ
Recording & Mixing Engineer : 前田健介
Mastering Engineer : 及川康宏
A&R : 古市明友美（SDR）
Director : 瀧澤航一
Label Desk : 右田由美子（SDR）
A&R Producer : 宮井晶（SDR）
A&R Chief : 石崎裕士（SDR）
Producer : 菅谷憲（SDR）
Producer : 藤下リョウジ（STARDUST PROMOTION）